# فاسيلي سافونوف

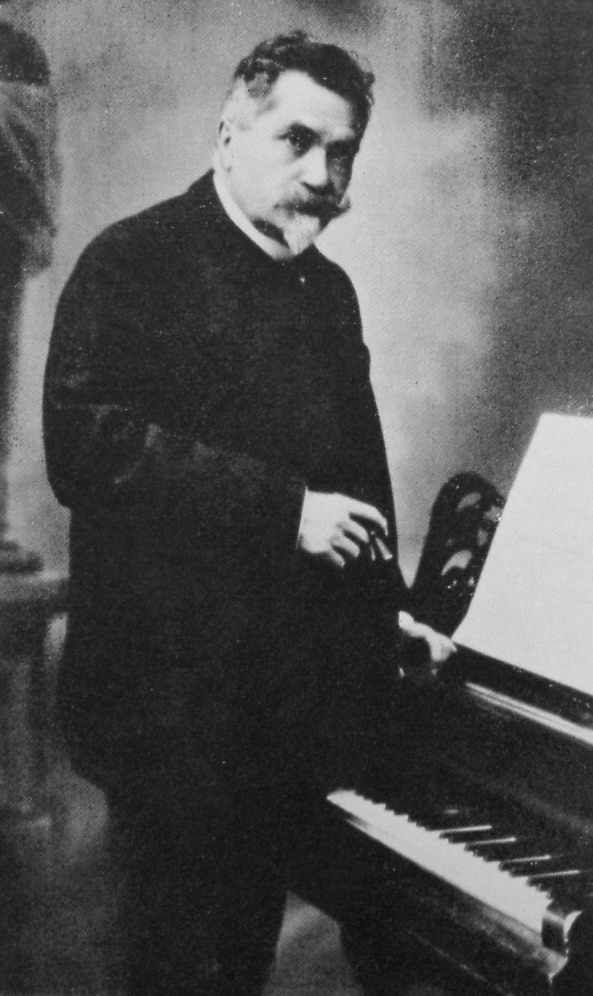
فاسيلي سافونوف (1902)

فاسيلي إيليتش سافونوف ( (بالروسية: Васи́лий Ильи́ч Сафо́нов)‏ ولد في فبراير 1852وتوفي27 فبراير 1918) المعروف أيضًا باسم فاسيلي سافونوف ، كان عازف بيانو ومعلمًا وقائدًا وملحنًا روسيًا .

## سيرة شخصية
فاسيلي سافونوفأو سافونوف كما كان يُعرف في الغرب خلال حياته، ولد في إيشيرسكايا [Ищёrcкая] .المعروف أيضًا باسم إتسشوري، إتسورسك، أو إتسيورسك، القوقاز الروسي (الآن في الشيشان )، إبن الجنرال القوزاق إيليا إيفانوفيتش سافونوف. 

## روابط خارجية
- Free scores by Vasily Safonov at the International Music Score Library Project (IMSLP)